# تایرو ۶۳۵۶
سیارک ۶۳۵۶ (به انگلیسی: 6356 Tairov، نامگذاری:1976QR) شش هزار و سیصد و پنجاه و ششمین سیارک کشف شده‌است که در ۲۶ اوت ۱۹۷۶ کشف شد.
قدر مطلق سیارک برابر ۱۲٫۶۰ است.